# Poprhnjeni zgručevec
Poprhnjeni zgručevec (znanstveno ime Panellus violaceofulvus) je gliva iz rodu zgručevcev (Panellus).

### Značilnosti
Raste v skupinah, pogosto eden nad drugim kot strešniki in imajo premer od 8 do 25 mm. V mladosti so polkroglasti, kasneje razprti in školjkaste oblike. Njihova površina je vijolične do rjavo vijolično barve in je prekrita z belim poprhom. Rob je gladek. 
Bet je zelo kratek oziroma ga skoraj ni in gobice slonijo kar na skorji, na spodnji strani pa so vrasli v podlago. 
Lističi so široki in se koncentrično stekajo proti dnišču, v mladosti so svetlo kremne barve, kasneje postanejo vijolično rjavi.

### Razširjenost in življenjski prostor
Je redek. Raste pozimi in pomladi kot saprofit v skupinah na panjih in odmrlih vejah iglavcev in listavcev.

### Uporabnost
Neužiten.

### Mikroskopske značilnosti
Trosni prah je bel. Trosi so valjasto upognjeni in gladki. Velikost: 6,5—9,5 x 2,5—3,5 μm.

## Galerija slik
- Klobučki
- Lističi
- Trosi